# Labor (motorfietsmerk)
Labor is een historisch Frans motorfietsmerk.
Labor (Ets. Labor-Motos), Neuilly-sur-Seine, later Motos Labor, Courbevoie (1908-1960).
Frans motorfietsmerk dat samen met Armor, Thomann en andere merken tot de Alcyon-groep behoorde. Bij Labor werden tweetakten van 98- tot 248 cc en viertakten van 174- tot 498 cc gebouwd, maar waarschijnlijk werden ook Alcyon-modellen onder de merknaam Labor verkocht.

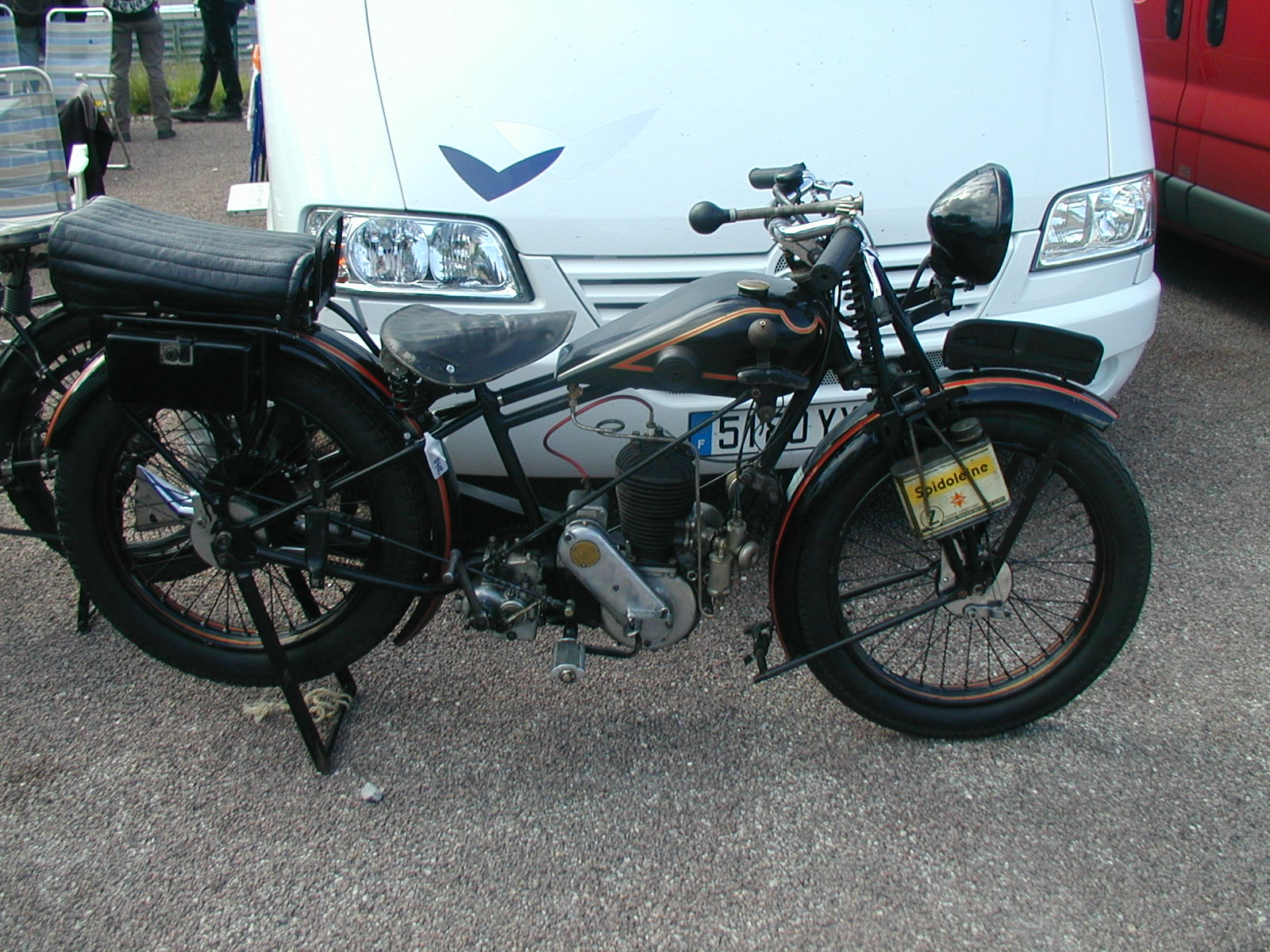
Labor 250 uit 1932

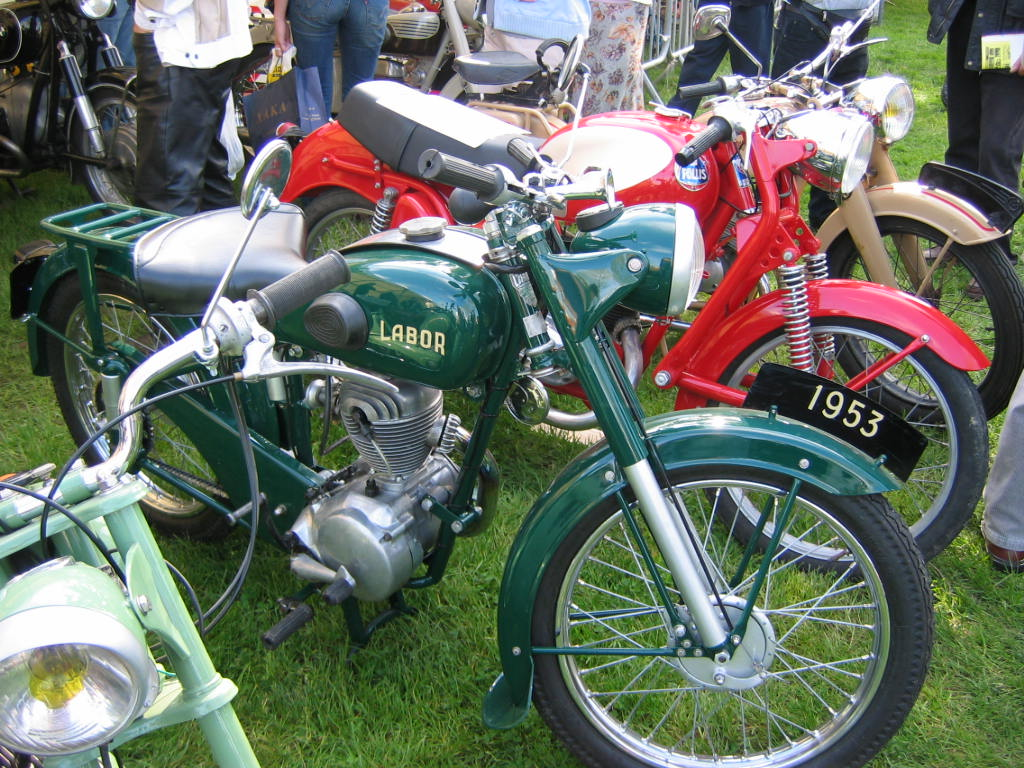
Labor uit 1950